# Lega Nazionale A 2017 (football americano)
La Lega Nazionale A 2017 è la 32ª edizione del campionato di football americano di primo livello, organizzato dalla SAFV.

## Squadre partecipanti
| Club                    | Città      | Stadio | Sponsor ufficiale | Risultato nella stagione 2016            |
| ----------------------- | ---------- | ------ | ----------------- | ---------------------------------------- |
| Bern Grizzlies          | Berna      |        |                   | Vincitori XXXI Swiss Bowl                |
| Calanda Broncos         | Landquart  |        |                   | Finalisti LNA                            |
| Geneva Seahawks         | Ginevra    |        |                   | Promossi da Lega B; quinto posto in NSFL |
| Gladiators Beider Basel | Basilea    |        |                   | Semifinalisti LNA                        |
| Lausanne LUCAF Owls     | Losanna    |        |                   | Quinto posto in LNA; campioni NSFL       |
| Winterthur Warriors     | Winterthur |        |                   | Semifinalisti LNA                        |

## Stagione regolare

### Calendario

#### 1ª giornata
| Coira 26 marzo 2017, ore 14:00 CEST | Calanda Broncos | 21 – 8 (2-0 13-8 0-0 6-0) | Bern Grizzlies | Sportplatz Ringstrasse (700 spett.) |

| Ginevra 26 marzo 2017, ore 14:00 CEST | Geneva Seahawks | 21 – 32 | Gladiators Beider Basel | Centre Sportif de Vessy |

| Chavannes-près-Renens 26 marzo 2017, ore 14:00 CEST | Lausanne LUCAF Owls | 7 – 27 | Winterthur Warriors | Centre Sportif |

#### 2ª giornata
| Coira 1º aprile 2017, ore 18:00 CEST | Calanda Broncos | 40 – 6 | Geneva Seahawks | Stadion Ringstrasse |

| Basilea 2 aprile 2017, ore 14:00 CEST | Gladiators Beider Basel | 22 – 17 (0-10 14-0 8-0 0-7) | Lausanne LUCAF Owls | Stadion Rankhof |

| Winterthur 2 aprile 2017, ore 14:00 CEST | Winterthur Warriors | 12 – 6 (6-0 6-0 0-6 0-0) | Bern Grizzlies | Sportpark Deutweg (645 spett.) |

#### 3ª giornata
| Berna 9 aprile 2017, ore 14:00 CEST | Bern Grizzlies | 28 – 16 | Geneva Seahawks | Stadio di atletica leggera Wankdorf (620 spett.) |

| Chavannes-près-Renens 9 aprile 2017, ore 15:00 CEST | Lausanne LUCAF Owls | 22 – 62 (0-27 16-21 6-14 0-0) | Calanda Broncos | Centro Sportivo |

#### 4ª giornata
| Basilea 15 aprile 2017, ore 18:00 CEST | Gladiators Beider Basel | 38 – 41 | Winterthur Warriors | Stadion Rankhof |

#### 5ª giornata
| Berna 23 aprile 2017, ore 14:00 CEST | Bern Grizzlies | 48 – 0 | Winterthur Warriors | Stadio di atletica leggera Wankdorf |

| Ginevra 23 aprile 2017, ore 15:00 CEST | Geneva Seahawks | 39 – 43 | Calanda Broncos | Centre Sportif de Vessy |

#### 6ª giornata
| Coira 29 aprile 2017, ore 18:00 CEST | Calanda Broncos | 47 – 21 (14-0 14-7 7-7 12-7) | Gladiators Beider Basel | Stadion Ringstrasse |

| Chavannes-près-Renens 30 aprile 2017, ore 14:00 CEST | Lausanne LUCAF Owls | 8 – 36 | Bern Grizzlies | Centro sportivo |

| Winterthur 30 aprile 2017, ore 15:00 CEST | Winterthur Warriors | 31 – 32 | Geneva Seahawks | Sportpark Deutweg |

#### 7ª giornata
| Berna 7 maggio 2017, ore 14:00 CEST | Bern Grizzlies | 23 – 33 | Calanda Broncos | Stadio di atletica leggera Wankdorf |

| Winterthur 7 maggio 2017, ore 15:00 CEST | Winterthur Warriors | 34 – 13 | Lausanne LUCAF Owls | Sportpark Deutweg |

#### 8ª giornata
| Chavannes-près-Renens 14 maggio 2017, ore 14:00 CEST | Lausanne LUCAF Owls | 8 – 33 | Gladiators Beider Basel | Centro sportivo |

#### 9ª giornata
| Winterthur 21 maggio 2017, ore 14:00 CEST | Winterthur Warriors | 22 – 20 | Calanda Broncos | Sportpark Deutweg |

| Chavannes-près-Renens 21 maggio 2017, ore 14:00 CEST | Lausanne LUCAF Owls | 24 – 16 | Geneva Seahawks | Centro sportivo |

| Basilea 21 maggio 2017, ore 14:00 CEST | Gladiators Beider Basel | 13 – 26 | Bern Grizzlies | Stadio di atletica leggera St. Jakob |

#### 10ª giornata
| Winterthur 27 maggio 2017, ore 18:00 CEST | Winterthur Warriors | 14 – 21 | Gladiators Beider Basel | Sportpark Deutweg |

| Coira 27 maggio 2017, ore 18:00 CEST | Calanda Broncos | 42 – 6 | Lausanne LUCAF Owls | Stadion Ringstrasse |

| Ginevra 28 maggio 2017, ore 14:00 CEST | Geneva Seahawks | 20 – 19 | Bern Grizzlies | Centre Sportif de Vessy |

#### 11ª giornata
| Berna 5 giugno 2017, ore 14:00 CEST | Bern Grizzlies | 12 – 14 | Gladiators Beider Basel | Stadio di atletica leggera Wankdorf |

#### 12ª giornata
| Berna 11 giugno 2017, ore 14:00 CEST | Bern Grizzlies | 27 – 0 | Lausanne LUCAF Owls | Stadio di atletica leggera Wankdorf |

| Basilea 11 giugno 2017, ore 14:00 CEST | Gladiators Beider Basel | 7 – 30 | Calanda Broncos | Stadio Sankt Jakob |

| Ginevra 11 giugno 2017, ore 15:00 CEST | Geneva Seahawks | 34 – 28 | Winterthur Warriors | Centre Sportif de Vessy |

#### 13ª giornata
| Coira 18 giugno 2017, ore 14:00 CEST | Calanda Broncos | 38 – 14 | Winterthur Warriors | Sportplatz Ringstrasse |

| Ginevra 18 giugno 2017, ore 14:00 CEST | Geneva Seahawks | 50 – 0 (a tavolino) | Lausanne LUCAF Owls | Centre Sportif de Vessy |

#### Recuperi
| Basilea 24 giugno 2017, ore 18:00 CEST | Gladiators Beider Basel | 30 – 22 | Geneva Seahawks | Stadion Sankt Jakob |

### Classifica
La classifica della regular season è la seguente:
- PCT = percentuale di vittorie, G = partite giocate, V = partite vinte, P = partite perse, PF = punti fatti, PS = punti subiti
- La qualificazione ai playoff è indicata in verde
- L'ultima classificata sfida la vincente della Lega B per la partecipazione alla LNA 2018 (giallo)

| Pos. | Squadra                 | PCT  | G  | V | P | PF  | PS  |
| ---- | ----------------------- | ---- | -- | - | - | --- | --- |
| 1    | Calanda Broncos         | .900 | 10 | 9 | 1 | 376 | 168 |
| 2    | Gladiators Beider Basel | .600 | 10 | 6 | 4 | 238 | 238 |
| 3    | Bern Grizzlies          | .500 | 10 | 5 | 5 | 233 | 137 |
| 4    | Winterthur Warriors     | .500 | 10 | 5 | 5 | 223 | 257 |
| 5    | Geneva Seahawks         | .400 | 10 | 4 | 6 | 256 | 282 |
| 6    | Lausanne LUCAF Owls     | .100 | 10 | 1 | 9 | 105 | 349 |

## Playoff

### Tabellone
|  | Semifinali | Semifinali              | Semifinali |                         |   | XXXII Swiss Bowl | XXXII Swiss Bowl | XXXII Swiss Bowl |  |
|  |            |                         |            |                         |   |                  |                  |                  |  |
|  | 1          | Calanda Broncos         | 49         |                         |   |                  |                  |                  |  |
|  | 1          | Calanda Broncos         | 49         |                         |   |                  |                  |                  |  |
|  | 4          | Winterthur Warriors     | 15         |                         |   |                  |                  |                  |  |
|  | 4          | Winterthur Warriors     | 15         |                         | 1 | Calanda Broncos  | 42               |                  |  |
|  |            |                         |            |                         | 1 | Calanda Broncos  | 42               |                  |  |
|  |            |                         | 2          | Gladiators Beider Basel | 6 |                  |                  |                  |  |
|  | 3          | Bern Grizzlies          | 2          | Gladiators Beider Basel | 6 | 7                |                  |                  |  |
|  | 3          | Bern Grizzlies          |            |                         |   |                  |                  |                  |  |
|  | 2          | Gladiators Beider Basel | 14         |                         |   |                  |                  |                  |  |

### Semifinali
| Basilea 1º luglio 2017, ore 17:00 CEST | Gladiators Beider Basel | 14 – 7 | Bern Grizzlies | Stadio di atletica leggera St. Jakob |

| Coira 1º luglio 2017, ore 18:00 CEST | Calanda Broncos | 49 – 15 | Winterthur Warriors | Sportplatz Ringstrasse |

### Playout
| Lucerna 1º luglio 2017 | Luzern Lions | 68 – 40 | Lausanne LUCAF Owls | Stadion Allmend |

### XXXII Swiss Bowl
| Coira 8 luglio 2017, ore 18:00 CEST | Calanda Broncos | 42 – 6 | Gladiators Beider Basel | Sportplatz Ringstrasse |

## Verdetti
- Calanda Broncos Campioni di Svizzera 2017
- Lausanne LUCAF Owls relegati in Lega B 2018